# Ossimo
Ossimo is een gemeente in de Italiaanse provincie Brescia (regio Lombardije) en telt 1442 inwoners (31-12-2004). De oppervlakte bedraagt 14,8 km², de bevolkingsdichtheid is 102 inwoners per km².

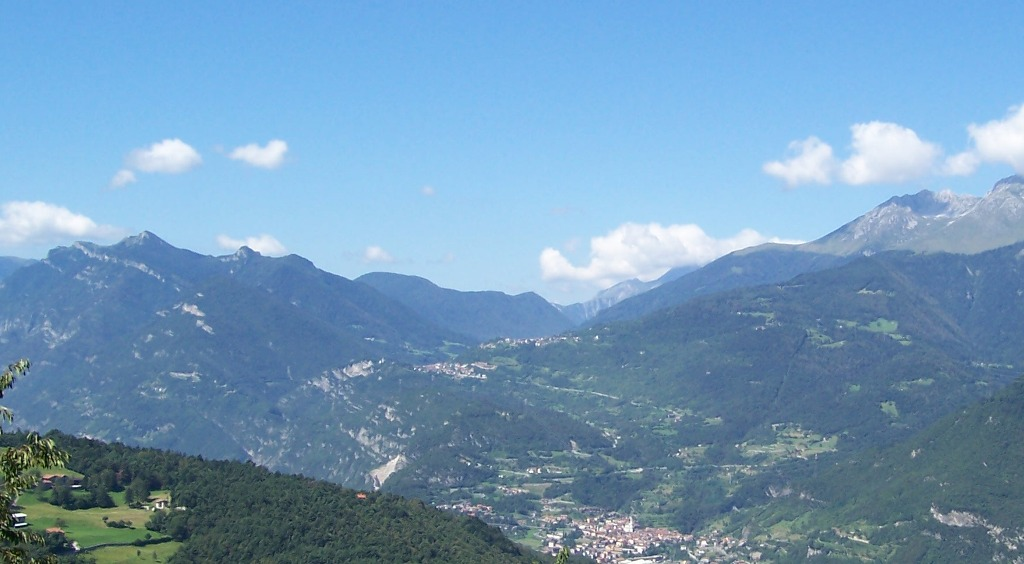
Ossimo Superiore (hooggelegen) en Inferiore (laaggelegen)
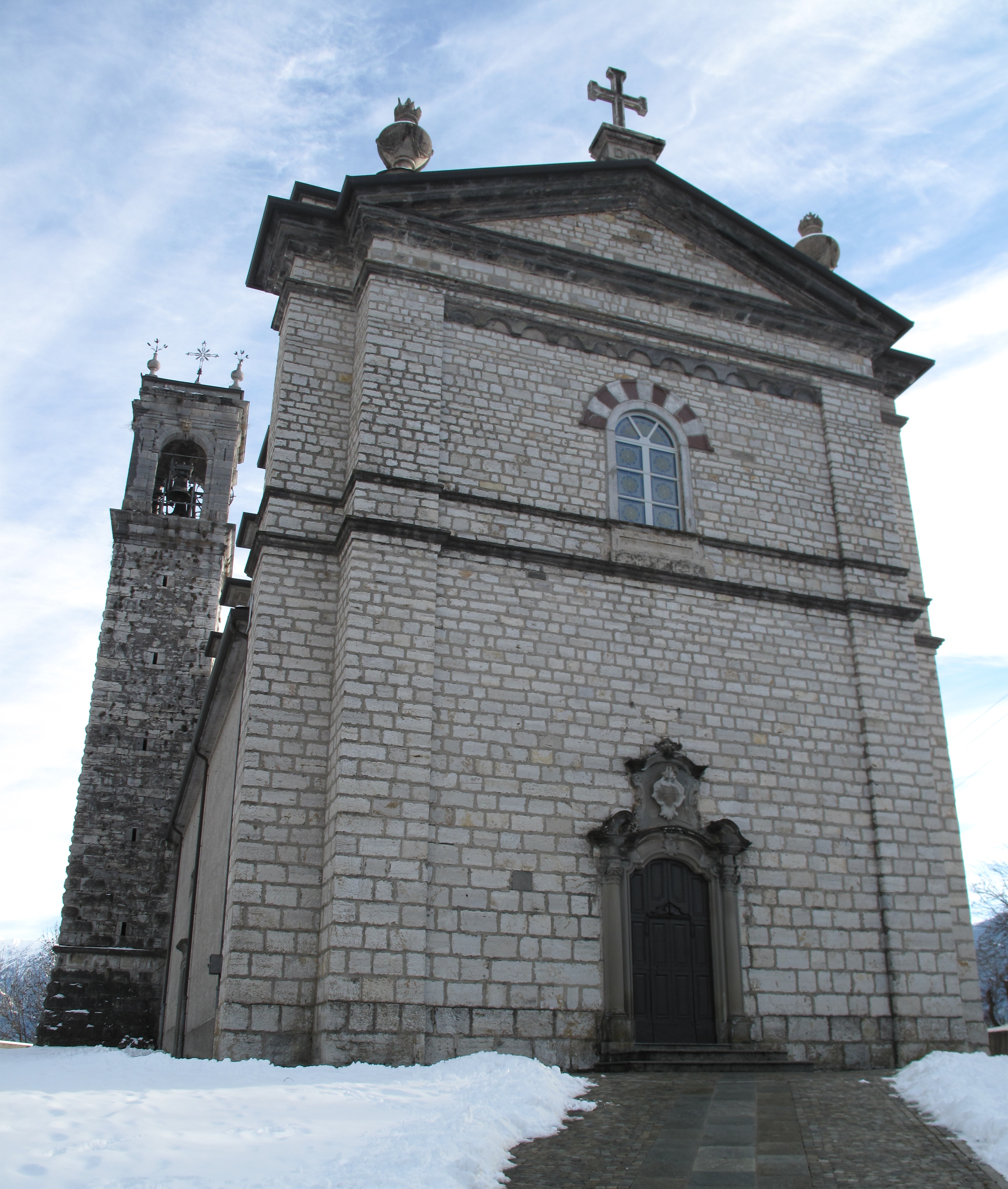
Parochiekerk van Ossimo Inferiore

## Demografie
Ossimo telt ongeveer 642 huishoudens. Het aantal inwoners steeg in de periode 1991-2001 met 4,9% volgens cijfers uit de tienjaarlijkse volkstellingen van ISTAT.
| Jaar | Inwoneraantal |
| ---- | ------------- |
| 1991 | 1367          |
| 2001 | 1434          |

## Geografie
Ossimo grenst aan de volgende gemeenten: Borno, Cividate Camuno, Lozio, Malegno, Piancogno, Schilpario (BG).